# Даманский
Дама́нский (кит. упр. 珍宝岛, пиньинь Zhēnbǎodǎo, Чжэньбао дао — досл. драгоценный остров) — небольшой, ныне китайский (до 1991 года советский), остров площадью 0,74 км² на реке Уссури, на границе с Россией, в 230 км южнее Хабаровска и 35 км западнее Лучегорска (Пожарский район). Название Даманский получил в 1888 году во время изысканий для прокладки Транссибирской железнодорожной магистрали: инженер-путеец Станислав Даманский погиб в этих местах во время бури, переправляясь на лодке через Уссури, тело его нашли возле «безымянного» острова, которому и дали имя погибшего. До 1991 года — предмет территориальных претензий КНР к Советскому Союзу. Известен прежде всего как место вооружённого конфликта между КНР и СССР в 1969 году.

## Пограничный конфликт в 1969 году
Пограничный конфликт между Советским Союзом и Китайской Народной Республикой из-за острова Даманский разгорелся в марте 1969 года, когда после многочисленных провокационных акций китайские воинские подразделения вторглись на остров и предприняли попытку его вооружённого захвата. Силами пограничников и 135-й мотострелковой дивизии китайцы были выбиты на свою территорию. При этом китайская сторона не прекратила своих попыток занять остров. Активные боевые действия были прекращены в сентябре 1969 года, а в октябре начались переговоры.
19 мая 1991 года стороны пришли к соглашению — остров окончательно перешёл под юрисдикцию КНР.

## В культуре
Пограничному конфликту на острове Даманский Владимир Высоцкий посвятил стихотворение «Как-то раз, цитаты Мао прочитав…»
Конфликту на острове также посвящено военно-историческое произведение журналиста и писателя Наума Мара «Остров Даманский. Март. 1969», написанное по горячим следам в 1969 году. Книга основывается большей частью не на хронике событий, а на результатах интервьюирования советских пограничников, принимавших непосредственное участие в событиях.
В 1969 году на Даманском была написана песня «Двадцатая весна» — музыка Яна Френкеля на стихи Игоря Шаферана, и впервые исполнена там же Иосифом Кобзоном. Делегация, включавшая в себя, в том числе, указанных композитора, поэта и певца, отправилась на остров сразу же после событий 2 марта 1969 года, для оказания моральной поддержки семьям погибших, приняла участие в похоронах солдат-пограничников, под впечатлением от этой трагической картины и была написана песня.
В 1969 году появилась песня «На острове Даманском» Михаила Иорданского на слова Ивана Николюкина. События на Даманском и на озере Жаланашколь отразились также в советском солдатском фольклоре.
В Ярославле остров в устье реки Которосль, не имеющий официального названия, в речи местных жителей получил в 1969 году название «Даманский» в честь событий на уссурийском острове
Группа «Коммунизм» в песне «Новогодний тост» («Солдатский сон», 15 трек) упоминает Даманский остров строками «А потом на Даманском упал / Прошептал твоё имя — Наташа».